# Batalla de Barranca Seca
La batalla de Barranca Seca va tenir lloc el 18 de maig de 1862 a Barranca Seca, prop d'Orizaba, a l'estat de Veracruz de Mèxic, entre l'exèrcit mexicà de la república al comandament del general Santiago Tapia i tropes franceses comandades pel general Leonardo Márquez al servei del Segon Imperi Francès durant la segona intervenció francesa a Mèxic. El resultat fou la victòria francesa.
Amb l'objectiu d'impedir la incorporació de les tropes de Márquez a les franceses, que es dirigien a Orizaba, el general Ignacio Zaragoza va enviar el general Santiago Tapia amb una brigada per combatre'l, la qual cosa no va poder aconseguir, ja que a Márquez se li van unir les tropes del 99è de línia de l'exèrcit francès a les ordres del major Eugene Lefèvre.